# ÜberWeihnachten
ÜberWeihnachten ist eine dreiteilige deutsche Dramedy-Miniserie aus dem Jahr 2020, die im Auftrag von Netflix produziert wurde und als Netflix Original am 27. November 2020 veröffentlicht wurde. Die Serie basiert lose auf dem Roman 7 Kilo in 3 Tagen von Autor Christian Huber, der 2017 im Rowohlt Verlag erschienen ist, und erzählt von dem erfolglosen Sänger Bastian, gespielt von Luke Mockridge, der zum alljährlichen Weihnachtsfest in seine Heimat in der Eifel zurückkehrt, um im Kreise von Familie und Freunden die Feiertage zu begehen.
Der Mehrteiler wurde von Brainpool Pictures und Mockridges Produktionsfirma Lucky Pics hergestellt und zwischen Januar und März 2020 vorrangig in Monschau und Köln gedreht. Neben Mockridge traten unter anderem Seyneb Saleh, Cristina do Rego, Lucas Reiber, Johanna Gastdorf, Rudolf Kowalski und Carmen-Maja Antoni vor die Kamera. Das Drehbuch steuerten Dennis Eick, Tanja Bubbel sowie Regisseur und Produzent Tobi Baumann bei. Bei Kritikern stieß die Produktion nach Veröffentlichung auf gemischte Reaktionen.

## Handlung
Basti ist Musiker, der mit mäßigem Erfolg versucht, seine Karriere in der Großstadt voranzutreiben. Über die Weihnachtsfeiertage fährt er zu seiner Familie in die Eifel, um dort Weihnachten zu feiern und alte Freunde wiederzusehen. Dort erwartet ihn jedoch nicht nur ein gemütliches Weihnachtsfest, denn seine Eltern Brigitte und Walter haben schlechte Neuigkeiten für ihn, während sein Bruder Niklas inzwischen mit Bastis Exfreundin Fine liiert ist, was zu ziemlichem Ärger zwischen den beiden Brüdern führt. Auch seine beiden Kumpels haben sich verändert: Während er beruflich auf der Stelle tritt, sind sie inzwischen erfolgreich. Zum Glück unterstützen ihn seine Oma Hilde und Karina – die Ex-Freundin seines Bruders.

## Hintergrund
ÜberWeihnachten basiert lose auf dem Roman 7 Kilo in 3 Tagen von Christian Huber, welcher 2017 im Rowohlt Verlag veröffentlicht und 2018 mit Alle anderen können einpacken fortgesetzt wurde. Die Idee zur Verfilmung stammt von Komiker Luke Mockridge, einem Freund Hubers, der in dessen Roman nicht nur eigene Ideen für einen möglichen Weihnachtsfilm wiederentdeckte, die er über Jahre hinweg mit sich herumgetragen hatte, sondern den Stoff auch als geeignete Plattform für sein Schauspieldebüt befand. Neben seiner Tätigkeit als Hauptdarsteller trat Mockridge mit seiner Produktionsfirma Lucky Pics auch als Koproduzent in Erscheinung. Für die Regie konnte Tobi Baumann verpflichtet werden, der im Jahr 2008 bereits die zweiteilige Weihnachts-Fernsehkomödie Zwei Weihnachtsmänner für Sat.1 inszeniert hatte und gemeinsam mit Dennis Eick und Tanja Bubbel die Drehbücher zur Serie schrieb. Die Handlung des Buches, welches in Hubers bayerischen Heimatort Schwandorf spielt, wurde in die Eifel verlegt. Der Titel der Serie bedient sich dem Untertitel der beiden Bücher: Über Weihnachten nach Hause.
Die Dreharbeiten zur Serie fanden vom 28. Januar bis 13. März 2020 in Köln, Rösrath, am Altenberger Dom, in Solingen, an verschiedenen Standorten in der Eifel sowie in  Monschau statt. Auf Anfrage der Produzenten erklärte sich die Fachwerkstadt bereit, die Weihnachtsdekoration des Vorjahres für die Dreharbeiten installiert zu belassen. Rund 250 Komparsen aus der Umgebung begleiteten unter anderem die Dreharbeiten in der Altstadt, wo die Filmemacher im März 2020 für einige Einstellungen eigens den alljährlichen Weihnachtsmarkt samt Bühne wiedererrichten ließen. Die letzte Klappe fiel vor dem ersten Lockdown im Rahmen der COVID-19-Pandemie. Der Nachdreh einer einzelnen Szene, deren Aufzeichnung im Zuge von Mockridges Live-Tour im Sommer 2020 geplant war, konnte nach Absage der Tour nicht realisiert werden. Baumann und sein Team bedienten sich stattdessen aufgezeichnetem Material von Mockridges früheren Touren, das mittels visueller Effekte in die Serie integriert wurden. Den kompletten Schnitt erledigte Editor Stefen Rocker aufgrund der Arbeitsbeschränkungen während der Pandemie im Homeoffice.

## Episodenliste
| Nr.                                                                                          | Originaltitel                       | Regie        | Drehbuch                                |
| -------------------------------------------------------------------------------------------- | ----------------------------------- | ------------ | --------------------------------------- |
| 1                                                                                            | Zuhaus’ is wo der Baum is           | Tobi Baumann | Dennis Eick, Tanja Bubbel, Tobi Baumann |
| 2                                                                                            | Kartoffelsalat und Würstchen        | Tobi Baumann | Dennis Eick, Tanja Bubbel, Tobi Baumann |
| 3                                                                                            | Das schönste Weihnachten des Jahres | Tobi Baumann | Dennis Eick, Tanja Bubbel, Tobi Baumann |
| Am 27. November 2020 wurden alle Folgen der Staffel gleichzeitig bei Netflix veröffentlicht. |                                     |              |                                         |

## Soundtrack
Parallel zur Premiere auf Netflix erschien ein digitaler Soundtrack mit dem Titel ÜberWeihnachten (Music from the Netflix Original Series). Dieser beinhaltet einige der von Mockridge interpretierten Titel. Die ebenfalls von Mockridge gesungenen Lieder Merry Xmas Everybody, Nur nicht aus Liebe weinen sowie eine längere Version von Wenn Es Mal Ein Hit Wird sind zwar in der Serie zu hören, jedoch nicht auf dem Soundtrack vertreten.
| #  | Titel                    | Interpret      | Länge |
| -- | ------------------------ | -------------- | ----- |
| 1. | Still - Tonstudio        | Luke Mockridge | 1:16  |
| 2. | Still - Arena            | Luke Mockridge | 1:14  |
| 3. | Still - Beerdigung       | Luke Mockridge | 1:04  |
| 4. | Wenn Es Mal Ein Hit Wird | Luke Mockridge | 0:36  |
| 5. | Still - Finale           | Luke Mockridge | 3:25  |

## Rezeption
Spiegel-Redakteur Carsten Heidböhmer befand, dass die Serie auch für Weihnachtsmuffel geeignet sei und fast alles zeige, „was das Weihnachtsfest in vielen Familien ausmacht. Vom Baumkauf auf den letzten Drücker, dem hektischen Kirchgang bis zur Tradition, Heiligabend mit Würstchen und Kartoffelsalat zu zelebrieren“. Deutschen liefere ÜberWeihnachten „den Traum des idealen Weihnachtsfests, Ausländern vermittelt sie ein Bild davon, wie sie sich das typische Deutschland vorstellen. Zwei gute Gründe für den Erfolg der Serie. Und dann ist da noch die eine Figur, auf die sich alle einigen können: Carmen-Maja Antoni begeistert als motzig-herzliche Oma Hilde, die immer ehrlich ist und die Heuchelei an Heiligabend nicht mitmacht“.
Felix Reek vom GQ-Magazin fühlte sich bei ÜberWeihnachten an die Joyn-Comedyserie Check Check erinnert. In der Serie ginge es vor allem darum, „dieses sehr differenzierte Gefühl von Heimat einzufangen“. Menschen „zwischen 25 und 40“ Jahren würden sich darin schnell wiedererkennen. Zusammenfassend schrieb er, dass ÜberWeihnachten „witzig, clever, ein wenig kitschig und ganz schön sentimental“ sei. Die Deutsche Presse-Agentur beschrieb ÜberWeihnachten als „Festtags-Kitsch in der Eifel“. Die Nachrichtenagentur urteilte, dass der Mehrteiler immer dann besonders stark sei, wenn er auf die vielen Situationen und Dialoge anspiele, „die Erwachsene von der weihnachtlichen Rückkehr zur Familie kennen dürften. Die Serie biete „die ganze Palette: Freundschaft, Liebe, Familie, Humor, Kitsch und Drama“.
Annika Spohn vom Musikexpress resümierte, dass die Produktion über die drei Folgen dahinplätschere, die Dialoge wirkten „besonders in emotionalen Momenten holprig und erzwungen“ und insgesamt werde kein Klischee ausgelassen. Als herausragende Besetzung bezeichnete auch sie Antoni, die „mit Charme und wunderbar übertriebenen Allüren heraussticht“. Filmdienst-Kritikerin Kathrin Häger bezeichnete ÜberWeihnachten als „eher beschwingte bis leichtfüßige Comedy-Adaption“, die „beschaulich-heitere Töne“ anschlage, „ohne auf die dramatischeren Elemente des Stoffs einzugehen“. Die Serie sei eine „harmlos-biedere Variation des Motivs der Heimkehr über die Feiertage“, die überschaubare Spannungen biete. Ab und an rieselten „auch die Witze. Wie schade, dass sie nicht verfangen.“

## Trivia
In der Miniserie sind mehrere Anspielungen auf weitere Filme enthalten. So läuft im Altenheim von Oma Hilde im Hintergrund auf einem Fernseher eine Szene der Fernsehkomödie Zwei Weihnachtsmänner. Im Krippenspiel an Heiligabend in der Kirche hat außerdem Batman eine Rolle, eine Andeutung auf Luke Mockridges Synchronisierung des Robin in The LEGO Batman Movie.
Des Weiteren ist der Titel der Buchvorlage, 7 Kilo in 3 Tagen, auf einer Schallplatte der Band Sprengstoff zu sehen, die im Hintergrund läuft, als Bastian die zweite Nacht bei Karina verbringt.